# Векман, Александр Карлович
Александр Карлович Векман (31 июля [12 августа] 1884, Кронштадт, Санкт-Петербургская губерния — 10 апреля 1955, Ленинград) — советский военный деятель, профессор Военно-морской академии. Вице-адмирал (4.06.1940) ВМФ СССР.

## Биография
Родился 31 июля (12 августа) 1884 года (по другим данным, родился 19 (31) июля 1884 года) в дворянской семье капитана 1-го ранга. Окончил Морской кадетский корпус и приказом по Морскому ведомству от 6 мая 1903 года из Морского корпуса произведён по экзамену в мичманы. В 1903—1905 годах в должности вахтенного начальника служил на кораблях Балтийского флота: миноносце «Взрыв», крейсере «Африка», пароходе «Ильмень», транспорте «Бакан», броненосце береговой обороны «Адмирал Чичагов», учебном корабле «Океан». С сентября 1905 по сентябрь 1906 года обучался в Артиллерийском офицерском классе, за успешное окончание которого произведён в чин лейтенанта флота. В 1907—1908 годах занимал должность артиллерийского офицера 1-го отряда эскадренных миноносцев Балтийского флота. Служил в должности младшего артиллерийского офицера на крейсере «Адмирал Макаров» и участвовал в оказании помощи пострадавшим во время землетрясения на Сицилии и Калабрии, за что 6 декабря 1908 года был награждён орденом Св. Станислава III степени, а 4 октября 1911 года — итальянской медалью. 14 сентября 1910 года Высочайшим приказом лейтенант Векман получил соизволение на принятие черногорского ордена князя Даниила I IV степени. В 1909—1912 годах служил старшим артиллерийским офицером на крейсере «Адмирал Макаров», затем командовал миноносцами № 219, № 215, № 222. В 1912—1914 годах командовал тральщиком № 2 «Водолей».
Будучи старшим офицером на минном заградителе «Волга» (назначен в апреле 1914 года) участвовал в Первой мировой войне, 25 мая 1915 года «за отличие в делах против неприятеля» был награждён орденом Св. Анны III степени с мечами и бантом, 26 июля 1916 года — «за самоотвержение, мужество, а также за усиленные труды в обстановке военного времени» орденом Св. Станислава II степени с мечами. В 1915—1916 годах — командир береговой батареи № 3 (остров Утэ) Або-Аландской шхерной позиции. В 1916—1917 годах командовал эскадренным миноносцем «Инженер-механик Зверев», 6 декабря 1916 года произведен в чин капитана 2-го ранга. С декабря 1916 года — начальник Прибрежной охраны водного района побережья Николайштадт в Ботническом заливе. В феврале 1918 года демобилизован.
В 1918—1919 годах работал в отделении военной промышленности Высшего совета народного хозяйства РСФСР.
В Красном Флоте — с марта 1919 года, служил техником для поручений Артиллерийском управлении Главного управления кораблестроения. С апреля 1919 года участвовал в Гражданской войне на должностях флагманского артиллериста, начальника Верхне-Астраханского речного отряда (с августа 1919), начальника штаба (декабрь 1919) и начальника Северного отряда (с декабря 1919) Волжско-Каспийской военной флотилии. С июня по октябрь 1920 года исполнял должность командующего Морскими силами Каспийского моря. Более года активно участвовал в боевых действиях на Волге и на Каспийском море. С октября 1920 года — начальник бригады крейсеров Балтийского флота.
С декабря 1920 — начальник обороны Ладожского озера. С мая 1921 года был старшим морским начальником в Петрограде, а с декабря 1921 — в Кронштадте (одновременно являлся начальником полубригалы линкоров Балтийского флота). В июне 1922 года назначен начальником отряда траления Балтийского флота.
В 1922 году был удостоен звания «Герой труда» Красного Балтийского флота. С ноября 1923 по май 1924 года состоял членом Городского Совета рабочих, крестьянских, красноармейских и краснофлотских депутатов в Севастополе.
С июля 1922 по май 1924 годах — начальник Морских сил Чёрного моря (одновременно в 1923—1924 годах являлся помощником по морской части командующего Вооружёнными силами Украины и Крыма), с мая 1924 по апрель 1926 — начальник Морских сил Балтийского моря и с апреля 1926 по август 1927 года — начальник Морских сил Каспийского моря. С августа 1927 года — председатель Постоянной комиссии по испытаниям и приёмке вновь построенных и капитально отремонтированных кораблей, штат которой был утверждён 12 мая 1927 года постановлением Реввоенсовета СССР. На протяжении более 10 лет все поступающий на флот новые и капитально отремонтированные корабли проходили через приёмку государственных комиссий под руководством А. К. Векмана.
При введении персональных воинских званий в РККФ А. К. Векману 26 ноября 1935 года было присвоено звание флагмана 1-го ранга.
25 июня 1938 года уволен из рядов РККФ и 7 июля того же года арестован по обвинению во вредительстве. Вместе с ним были арестованы оба его заместителя. Поводом для обвинения стала авария при испытаниях одной из торпед, которая после выпуска описала круг и врезалась в борт крейсера «Киров» (торпеда не имела боевой части). Категорически отказался подписывать любые «признательные» документы и не оговорил ни одного человека. Приговором Военного трибунала Балтийского флота от 23 сентября 1939 года признан виновным в участии в контрреволюционной организации и в шпионаже, приговорён по ст. 58-1 п."б" к 10 годам лишения свободы и к 5 годам поражения в правах. На суде Векман также не признал себя виновным. Приговор он обжаловал, и при его пересмотре в Военной коллегии Верховного суда СССР 29 ноября 1939 года добился его отмены. Дело против Векмана было направлено на доследование. Тогда же, в конце 1939 года, в защиту Векмана выступил новый нарком ВМФ Н. Г. Кузнецов. 28 февраля 1940 года А. К. Векман был освобождён, а дело прекращено. Тогда же был восстановлен в РККФ.
В 1940—1947 годах — на ответственной работе в Гидрографическом управлении ВМФ СССР: редактор специальных руководств, с апреля 1942 — старший редактор учебных пособий, с июля 1943 — состоял при начальнике Гидрографического управления, с апреля 1944 — председатель Постоянной шхерной комиссии Гидрографии ВМФ. С октября 1947 года — в отставке.
Жил в Ленинграде, работал преподавателем в Военно-морской академии, также был членом-консультантом Учёного совета академии.
А. К. Векман умер 10 апреля 1955 года. Похоронен на Шуваловском кладбище.

## Награды
Российская империя
- Орден Св. Анны III степени с мечами и бантом (25.05.1915)
- Орден Св. Станислава II степени (26.07.1916)
- Орден Св. Станислава III степени (6.12.1908)
- Светло-бронзовая медаль «В память 300-летия царствования дома Романовых» (21.02.1913)
- Знак в память 200-летнего юбилея Морского корпуса (1901)
- Золотой знак об окончании полного курса наук Морского кадетского корпуса (11.05.1910)

СССР
- Орден Ленина (21.02.1945)
- Два ордена Красного Знамени (10.07.1920, 3.11.1944)
- Орден Отечественной войны 1-й степени (22.07.1944)
- Орден Красной Звезды
- медали[13]
- Именные золотые часы — приказ РВС Республики за № 330 от 10 июля 1920 года: «За храбрость при обороне Чёрного Яра (Поволжье)»

Иностранные награды
- Орден Почётного легиона (Франция)
- Орден Князя Даниила I 4-й степени (Черногория)
- Медаль «За оказание помощи пострадавшим во время землетрясения в 1908 году в Сицилии и Каламбрии» (Италия, 1911)